# 히든싱어
《히든싱어》는 JTBC의 예능 프로그램이다. 색다른 컨셉과 시즌제로 장수하며 종편 예능의 한 장르를 개척했다고 평가받는다. 원조 가수와 5명의 모창능력자가 블라인드 뒤에서 한 소절씩 노래를 부르면, 이후 청중단 100명이 ‘진짜 가수’를 찾는 형식의 프로그램이다.
모창능력자로 참가를 원하는 사람은 작가들의 섭외 외에 홈페이지 신청, 히든싱어 마크가 달린 노래방에서도 신청이 가능하다.

## 방송 일정
| 방송 채널 | 프로그램명 | 방송 기간                           | 방송 시간             | 시즌            |
| JTBC      |            |                                     |                       |                 |
| --------- | ---------- | ----------------------------------- | --------------------- | --------------- |
| JTBC      | 히든싱어   | 2012년 12월 21일 ~ 2012년 12월 28일 | 금요일 오후 9시 50분  | 파일럿 프로그램 |
| JTBC      | 히든싱어   | 2013년 3월 16일 ~ 2013년 6월 22일   | 토요일 오후 11시 5분  | 시즌 1          |
| JTBC      | 히든싱어 2 | 2013년 10월 12일 ~ 2014년 1월 25일  | 토요일 오후 11시      | 시즌 2          |
| JTBC      | 히든싱어 3 | 2014년 8월 2일 ~ 2014년 12월 6일    | 토요일 오후 11시      | 시즌 3          |
| JTBC      | 히든싱어 4 | 2015년 10월 3일 ~ 2016년 1월 16일   | 토요일 오후 11시      | 시즌 4          |
| JTBC      | 히든싱어 5 | 2018년 6월 17일 ~ 2018년 10월 7일   | 일요일 오후 10시 30분 | 시즌 5          |
| JTBC      | 히든싱어 6 | 2020년 8월 7일 ~ 2020년 11월 13일   | 금요일 오후 9시       | 시즌 6          |
| JTBC      | 히든싱어 7 | 2022년 8월 19일 ~ 2022년 11월 18일  | 금요일 오후 8시 50분  | 시즌 7          |

## 제작진
- 기획 : 김석윤
- 연출 : 조승욱
- 작가 : 노윤, 김윤정, 최정윤, 김선명, 권잔디, 한아름, 윤하은, 이지윤
- 종합편집 : 이건녕
- 편성운행 : 이근두, 백준현, 이미선, 김남형
- 종합기술 : 백종범, 박준규, 정찬석, 김경태
- 기술감독 : 황규장
- 음향감독 : 송철원
- 조명감독 : 손영수, 김희동
- 영상감독 : 최성진
- 무대감독 : 박혜원
- ST카메라 : 박기범, 권태형, 이용준, 황이곱, 박두안, 백두산
- 성우 : 정영웅

## 출연진
- MC : 전현무

## 왕중왕전 진출 참가자

### 시즌 1
| 순위        | 이름(닉네임)               | 예명   | 소속사                                  | 소속그룹                         |
| ----------- | -------------------------- | ------ | --------------------------------------- | -------------------------------- |
| 1위         | 안웅기 (가짜 이문세)       |        |                                         |                                  |
| Top4(2위)   | 김성욱 (작곡가 윤민수)     | U.K    | 내츄럴리뮤직                            | 前더 히든                        |
| Top4(3위)   | 우연수 (판매원 이수영)     |        | 바나나레코드, 前파고                    | 前일롭                           |
| Top4(4위)   | 곽동현 (진주 김경호)       | 前원킬 | 프로덕션이황, 前배드보스                | 소울 하모니, 인기현상            |
| Top14(5위)  | 성찬 (호주 바비킴)         | 폴 송  | 박살, 前파콘                            |                                  |
| Top14(6위)  | 최동환 (초대가수 김건모)   | 나건필 | 큐                                      |                                  |
| Top14(7위)  | 이현학 (7번방 김종서)      | HH     | 좋은이웃컴퍼니                          | 더 블라인드                      |
| Top14(8위)  | 박지훈 (마술사 성시경)     |        |                                         |                                  |
| Top14(9위)  | 오예중 (새댁 장윤정)       |        | 쿤, 前에이치케이                        |                                  |
| Top14(10위) | 강남순 (4남매 아빠 조관우) |        |                                         |                                  |
| Top14(11위) | 오하늘 (여중생 박정현)     |        | 에이프로                                |                                  |
| Top14(12위) | 박해영 (신입사원 백지영)   | 라팽   |                                         | 라팽 아질                        |
| Top14(13위) | 김영현 (맨해튼 박상민)     |        |                                         |                                  |
| Top14(14위) | 김병수 (울산 김종국)       | 린우   | 뮤직앤아이, 前킹핀, 前잼21, 前Egg Music | 투로맨스, Silent Duval, 트리니티 |

### 시즌 2
| 순위        | 이름(닉네임)                                | 예명           | 소속사                                     | 소속그룹              |
| ----------- | ------------------------------------------- | -------------- | ------------------------------------------ | --------------------- |
| 1위         | 김진호 (사랑해 휘성)                        | 진호           | 메모러블                                   |                       |
| Top3(2위)   | 조현민 (용접공 임창정)                      |                | Golden                                     |                       |
| Top3(3위)   | 임성현 (논산가는 조성모)                    | 강하루, 前성현 | 내츄럴리뮤직                               | 더 히든               |
| Top13(4위)  | 전철민 (농부 김범수)                        | 철민           | 내츄럴리뮤직                               | 더 히든               |
| Top13(5위)  | 장진호 (팝페라 신승훈)                      | 지노           | 내츄럴리뮤직                               | 더 히든, 前라스페란자 |
| Top13(5위)  | 최승열 (뮤지컬 김광석)                      |                | 쏠, 前에프이, 前MCC                        |                       |
| Top13(7위)  | 임종민 (성대결절 윤도현)                    | 조율           |                                            |                       |
| Top13(8위)  | 김수찬 (꽃미남 남진)                        |                | 뮤직K                                      |                       |
| Top13(9위)  | 최유경 (피아노강사 주현미)                  | 유경           |                                            |                       |
| Top13(10위) | Shannon Arrum Williams Lees (뮤지컬 아이유) | 샤넌           | Universal Music Korea, 前코어콘텐츠, 前MBK | 前파이브돌스          |
| Top13(11위) | 김연준 (여고생 아이유)                      | 前이엘         | 싸이더스HQ                                 | 前스피넬, 前2EYES     |
| Top13(12위) | 이상택 (신문기자 박진영)                    |                | 감성                                       | 오늘하룬              |
| Top13(13위) | 장서윤 (홍대 김윤아)                        |                | 前고천중                                   |                       |

### 시즌 3
| 순위        | 이름(닉네임)               | 예명         | 소속사                                     | 소속그룹 |
| ----------- | -------------------------- | ------------ | ------------------------------------------ | -------- |
| 1위         | 박민규 (나이트클럽 환희)   |              | 골든                                       |          |
| Top4(2위)   | 김영관 (발전소 이승환)     |              | GLITCH                                     |          |
| Top4(3위)   | 임재용 (성수동 이재훈)     | 천희, 前YOYO | YOYO, 퍼플파인, 前IJ, 前끝판왕사운드, 前DS | 비욘드   |
| Top4(4위)   | 김재현 (수영강사 박현빈)   |              |                                            |          |
| Top11(5위)  | 김원주 (소녀의기도 이선희) | 원주         |                                            |          |
| Top11(6위)  | 김영남 (평행이론 태진아)   |              | 빅보스보컬스튜디오                         |          |
| Top11(7위)  | 최형석 (월간 윤종신)       |              | 前JWK                                      | 前타임   |
| Top11(8위)  | 김환희 (얼굴없는 태연)     |              |                                            |          |
| Top11(9위)  | 이일근 (서울대음대 이적)   | KoN          | HJ컬쳐, 前아이엠                           |          |
| Top11(10위) | 양정은 (어린이집 인순이)   |              |                                            |          |
| Top11(11위) | 김홍영 (90 김태우)         |              | 롯데정보통신, TvShow                       | pla#orm  |

### 시즌 4
| 순위        | 이름(닉네임)               | 예명           | 소속사                                                        | 소속그룹                         |
| ----------- | -------------------------- | -------------- | ------------------------------------------------------------- | -------------------------------- |
| 1위         | 이은아 (듣기평가 거미)     |                | 623project, 前크리노베이션링크                                |                                  |
| Top4(2위)   | 김정준 (내사람 김진호)     | 前현성         |                                                               |                                  |
| Top4(3위)   | 황인숙 (완도 소찬휘)       |                | 빅보스보컬스튜디오                                            |                                  |
| Top4(4위)   | 박경원 (물리치료사 민경훈) |                |                                                               |                                  |
| Top13(5위)  | 정재훈 (가왕 신해철)       |                | 재이먼, 前큐오                                                |                                  |
| Top13(6위)  | 김수진 (누구 신지)         | 수지니, 前채린 | 슈퍼대디, 前울랄라컴퍼니, 前크레이지사운드, 前CANENT, 前캐슬J | 브랜뉴데이, 前벨로체             |
| Top13(6위)  | 김종문 (제약회사 김정민)   |                | 前콩지뮤직                                                    | 前WAVE, 前LIVE, 前ETERNAL FLOWER |
| Top13(8위)  | 박연경 (의정부 이은미)     |                | 前디지탈레코드, 前예인기획                                    |                                  |
| Top13(9위)  | 김진욱 (오케스트라 임재범) |                |                                                               | 대구국제오페라오케스트라         |
| Top13(10위) | 서영서 (대학로 보아)       |                |                                                               |                                  |
| Top13(11위) | 이승철 (희망사항 변진섭)   | 청슬           | J                                                             |                                  |
| Top13(12위) | 주미성 (제주도 소찬휘)     |                | 피제이                                                        |                                  |
| Top13(13위) | 장우람 (04학번 김연우)     |                | 케미컬사운즈                                                  |                                  |

### 시즌 5
| 순위 | 이름(닉네임)                 | 예명           | 소속사                                       | 소속그룹          |
| ---- | ---------------------------- | -------------- | -------------------------------------------- | ----------------- |
| 1위  | 최소현 (선착순 바다)         |                |                                              |                   |
| 2위  | 김민창 (책받침 강타)         | 민창, 前민준혁 | 찬                                           |                   |
| 3위  | 안민희 (초밥집 린)           |                | 백석문화대, 前동탄감성, 前롱앤민, 前성운보컬 |                   |
| 4위  | 이효진 (인쇄소 박미경)       |                |                                              |                   |
| 5위  | 최우성 (남자 린)             |                |                                              |                   |
| 6위  | 강고은 (15kg감량 에일리)     |                | 라이징                                       |                   |
| 7위  | 유지나 (우유배달 홍진영)     | 지나유, 前지나 | 홀릭, 前ZOO                                  | 前배드키즈        |
| 8위  | 김성인 (슈퍼대디 싸이)       |                |                                              |                   |
| 9위  | 한가람 (30초 전인권)         |                |                                              |                   |
| 10위 | 김유정 (단역배우 양희은)     |                |                                              |                   |
| 11위 | 장정한 (오늘부터 케이윌)     | 前정한         | 코리아뮤직그룹                               |                   |
| 12위 | 강형호 (파리넬리 고유진)     |                | 아트앤아티스트                               | 포레스텔라, PITTA |
| 13위 | 박준영 (지하연습실 자이언티) |                |                                              |                   |

### 시즌 6
| 순위 | 이름(닉네임)               | 예명             | 소속사                                                                     | 소속그룹               |
| ---- | -------------------------- | ---------------- | -------------------------------------------------------------------------- | ---------------------- |
| 1위  | 김현우 (일희일 비)         |                  | 前프로시마                                                                 | 조제 해시, Here We Are |
| 2위  | 편해준 (노래방에서 장범준) |                  | 커즈나인                                                                   |                        |
| 3위  | 정유미 (100만뷰 백지영)    | 정이재, 前정채린 | Bluestrap, 오늘내일, 前CGM                                                 | 오늘내일, 前빅퀸즈     |
| 4위  | 안이숙 (중국집 김연자)     | 안유경           | 으라차차예술단                                                             |                        |
| 5위  | 김은영 (오늘밤 김완선)     | 금은별, 前은영   | 브이제이, 前제이앤엔터컴                                                   | 비비추                 |
| 6위  | 조준호 (목소리대역 김종국) |                  | LG전자                                                                     |                        |
| 7위  | 김윤정 (이름바꾼 장윤정)   | 김다나, 前김단아 | JSG, 와이제이, 前거성                                                      | 미스티                 |
| 8위  | 김은주 (별 이소라)         |                  |                                                                            |                        |
| 9위  | 김완준 (10미터 진성)       |                  | 돌고래난타, 前j.j funk house, 前대박기획, 前보라뮤직, 前한방기획, 前GM대우 |                        |
| 10위 | 한상귀 (대전 설운도)       |                  |                                                                            |                        |
| 11위 | 박성일 (10년만에 김원준)   |                  |                                                                            |                        |
| 12위 | 이수빈 (환불제로 화사)     |                  |                                                                            |                        |

### 시즌 7
| 순위 | 이름(닉네임)                | 예명               | 소속사       | 소속그룹 |
| ---- | --------------------------- | ------------------ | ------------ | -------- |
| 1위  | 박성온 (순대국밥 송가인)    |                    | 생각         |          |
| 2위  | 최진원 (섭외하러 온 잔나비) |                    |              |          |
| 3위  | 김예진 (바램 노사연)        |                    |              |          |
| 4위  | 조하율 (송도 제시)          | 엘바제이, 레이디몬 |              |          |
| 5위  | 유민지 (꺾기 요정 박정현)   |                    | 스타원       |          |
| 6위  | 김종한 (초순수 김현식)      |                    | 순둥이물티슈 |          |
| 7위  | 박상혁 (콜센터 김민종)      |                    |              |          |
| 8위  | 김희석 (뻥뚫어 영탁)        | 광석               |              |          |
| 9위  | 최유미 (노래방 앱 엄정화)   |                    |              |          |
| 10위 | 이신 (청원경찰 규현)        | 료화               |              |          |
| 11위 | 김동현 (국민가수 신용재)    |                    | n.CH         | 국민가수 |
| 12위 | 박진주 (부품공장 선미)      |                    |              |          |

## 진행 방식
- 투표자는 100명이다. 투표를 안하면 기권표로 제외된다.
- 원조 가수가 1, 2, 3라운드 중 탈락해도 다음 라운드에 참여할 수는 있으나, 투표수는 무효처리된다.
- 시청자는 본방송 중 각 라운드 노래를 듣고 원조 가수로 예상하는 이에게 문자(100원)/모바일앱(무료, 데이터통화료 별도) 투표할 수 있다.
- 가장 많은 표를 받은 1인이 탈락하게 되며 만약 원조 가수가 1, 2라운드에서 탈락하면, 다음 라운드에서는 가장 많은 표를 얻은 상위 2명이 탈락한다. 또한 원조 가수가 3라운드에서 탈락하면 4라운드에서 모창능력자 3명과 원조 가수 총 4명이 부르게 된다.

### 1라운드
- 1절만 듣는다. 원조 가수 포함 6명의 노래를 듣고 가장 원조 가수 같지 않은 1인에게 투표한다.
- 히든 스테이지 전광판에 투표수를 공개한 다음 가장 많은 표를 받은 사람이 탈락하게 된다.
- 만일 원조 가수가 탈락하지 않으면 추가로 원조 가수가 있는 방만 열린다.
- 원조가수가 1라운드에 참여하지 않으면 1라운드를 제외한 5명과 원조가수가 모두 2라운드에 진출하며, 6명이 2라운드에서 노래를 부르고 2명이 탈락을 하게 된다. (예외 시즌2 임창정편)

### 2라운드
- 1라운드를 통과한 5명이 전반부 노래를 부르고 쉬는 동안 가장 원조 가수 같지 않은 1인에게 투표한다. 이어 후반부 노래를 부르면서 5명의 정체를 공개한다.
- 원조 가수를 제외한 모창능력자는 일절 말을 할 수 없다.
- 사회자가 가장 많은 표를 받은 1인을 지명하면 자기 소개를 하고 탈락자석으로 간다.

### 3라운드
- 2라운드를 통과한 4명이 전반부 노래를 부르고 간주 중 가장 원조 가수 같지 않은 1인에게 투표한 다음, 후반부 노래를 부르면서 4명의 정체를 공개한다.
- 모창능력자는 자기 소개를 할 수 있다. 여기서 1, 2라운드 탈락자와 함께 원조 가수를 위한 특별한 무대를 마련한다.

### 4라운드
- 3라운드를 통과한 3명이 전반부 노래를 부르고 간주 중 가장 원조 가수 같은 1인에게 투표한 다음, 후반부 노래를 부르면서 3명의 정체를 공개한다.
- 가장 많은 표를 받은 이가 우승하게 되며, 1,2,3라운드에서 원조 가수가 탈락하거나 4라운드에서 원조 가수를 꺾고 가장 많은 표를 얻는 모창능력자는 2,000만원의 상금을 받는다.
  - 시즌 1에서는 우승상금이 1,000만원이었지만 모창능력자가 우승한 적이 없다.
- 가장 많은 표를 받은 모창능력자는 왕중왕전 출전 자격을 얻으며, 우승하지 못하면 최종 투표수x10만원의 상금을 받는다.

### 왕중왕전
각 가수별로 1명의 모창능력자가 대표로 나와 최고의 모창신을 가린다.

먼저 세 조로 나뉘어 준결승전을 치른 뒤 각 조별 1위가 결승에 진출한다. 준결승에서는 방청객 300명이 모창능력자의 목소리만 듣고 투표한다.

결승전은 시즌 1에서는 방청객이 다시 한 번 투표해 우승자를 가렸지만 시즌 2부터는 생방송으로 진행하여 대국민 문자투표로 우승자를 가린다.

시즌 3부터 시청자 와일드 카드 제도를 도입했다. 시즌 3에는 임재용, 시즌 4에는 박경원이 결승에 진출하였다.

시즌 5에는 조 편성과 생방송을 없애고 300명의 판정단 투표로 TOP3를 결정하였다. 이에 최소현(바다 모창신)이 280표로 1등(부상: 상금 2,000만 원, 유럽왕복 여행권), 김민창(강타 모창신)이 277표로 2등(부상: 상금 500만 원, 동남아 여행권), 안민희(린 모창신)가 265표로 3등(부상: 상금 300만 원, 일본 여행권)을 차지하였다.

## 기록
- 최다 득표 우승: 싸이 (98표, 2018년 7월 1일)
- 최저 득표 우승: 이신 (13표, 규현 편, 2022년 9월 16일)
- 원조가수 4라운드 최다 득표: 싸이 (98표, 2018년 7월 1일)
- 원조가수 4라운드 최저 득표: 비 (25표 2020년 9월 4일)
- 4라운드 1위 모창능력자(전체 우승 또는 준우승) 최다 득표: 편해준 (64%, 장범준편)
- 4라운드 1위 모창능력자(전체 우승 또는 준우승) 최저 득표: 김성인 (2표, 싸이 편)
- 4라운드 2위 모창능력자(전체 3위) 최다 득표: 전찬영 (29표, 남진 편)
- 4라운드 2위 모창능력자(전체 3위) 최저 득표: 최고야 (0표, 싸이 편)
- 4라운드 최다 표수 차 우승자: 싸이 (96표 차) = (싸이 편 98표) - (2위 김성인 2표)
- 4라운드 최소 표수 차 우승자: 김영관 (1표 차) = (이승환 편 37표) - (준우승 이승환 36표)、박성온 (1표 차) = (송가인 편 38표) - (준우승 송가인 37표)、이신 (1표 차) = (규현 편 13표) - (준우승 이서헌 12표)
- 모창능력자 우승:

- 시즌2 장진호 (신승훈편, 2013년 10월 19일)
- 시즌2 임성현 (조성모편, 2013년 10월 26일)
- 시즌3 김환희 (태연편, 2014년 9월 20일)
- 시즌3 김영관 (이승환편, 2014년 10월 25일)
- 시즌4 김정준 (김진호편, 2015년 10월 10일)
- 시즌4 박경원 (민경훈편, 2015년 10월 17일)
- 시즌5 김민창 (강타편, 2018년 6월 17일)
- 시즌5 강고은 (에일리편, 2018년 8월 5일)
- 시즌5 최소현 (바다편, 2018년 8월 12일)
- 시즌6 박성일 (김원준편, 2020년 8월 14일)
- 시즌6 김완준 (진성편, 2020년 8월 21일)
- 시즌6 정유미 (백지영Re편, 2020년 8월 28일)
- 시즌6 김현우 (비편, 2020년 9월 4일)
- 시즌6 편해준 (장범준편, 2020년 10월 23일)
- 시즌7 박진주 (선미편, 2022년 8월 26일)
- 시즌7 박성온 (송가인편, 2022년 9월 9일)
- 시즌7 이신 (규현편, 2022년 9월 16일)
- 시즌7 최진원 (잔나비최정훈편, 2022년 9월 23일)
- 원조 가수 1라운드 불참: 시즌2 임창정, 시즌4 임재범, 시즌6 비
- 원조 가수 1라운드 탈락: 없음
- 원조 가수 2라운드 탈락: 조성모, 태연, 김진호, 장범준, 규현
- 원조 가수 3라운드 탈락: 민경훈, 강타, 에일리, 선미, 잔나비최정훈
- 원조 가수 4라운드 탈락 (전체 3위): 바다
- 원조 가수 최종 준우승: 신승훈, 이승환, 김원준, 진성, 백지영Re, 비, 송가인
- 원조 가수 0표: 김종국 (1라운드), 윤민수 (1라운드), 양희은 (1라운드)
- 모창능력자 0표:

- 박상우 (김종서편 2라운드)
- 김영현 (박상민편 1라운드)
- 김병수 (김종국편 2라운드)
- 구자윤 (이승환편 1라운드)
- 김홍영 (김태우편 1라운드)
- 신진아 (보아편 1라운드)
- 정영필 (임재범편 1라운드)
- 최다 득표 탈락: 아리엘 와인버그 (84표, 이은미 편 1라운드, 2015년 10월 31일)
- 최저 득표 탈락: 차준택 (15표, 비 편 2라운드, 2020년 9월 4일)
- 원조가수 이성(異性) 모창능력자: 설민지(김경호 편), 김재선(이수영 편), 이주형(소찬휘 편), 최우성(린 편), 주기훈(양희은 편), 권순일(이소라 편), 박성온(송가인 편)
- 외국인 모창능력자: 폴송(, 바비킴 편), 박애화 (, 주현미 편), 샤넌, 안나 (각 , 아이유 편), 아리엘 와인버그 (, 이은미 편), 모니카(혼혈인) (, 거미 편), 마리아 (, 김완선 편)
- 복수 출연자: 박상우(김종서, 조성모), 김대산(임창정, 태진아), 숙행(백지영, 소찬휘), 서이연(인순이[8], 양희은), 정유미(인순이[9], 백지영Re)
- 가족 모창능력자: 조휘(조관우편, 조관우 아들)
- 왕중왕전 공동진출자: 김연준, 샤넌(아이유 각 6표로 공동준우승), 주미성, 황인숙(소찬휘 각 15표로 공동준우승), 안민희, 최우성(린 각 14표로 공동준우승)
- 모창능력자로 출연한 가수: 천가연(소울하모니, 박정현), 곽동현(소울하모니, 김경호)[10], 지서련(조관우), 박상우(김종서, 조성모), 김서영(트로트 가수, 장윤정), 한별(레드애플 구성원, 박상민), 케이윌(김종국), 나영주(블랙펄 구성원, 백지영), 배기성(캔 구성원, 이문세), 박상문(인터넷 솔로가수, 윤민수), 허각(임창정), 한경일(신승훈), 한수영(트로트가수, 주현미), 김연준(출연당시 투아이즈 구성원, 아이유), 김수찬(트로트 가수, 남진), 제청, 데이슨, 박영탁(트로트 가수, 조이어클락 구성원, 박지 구성원 각 휘성), 강균성(노을 구성원, 박진영), 진호현, 채환(각 김광석), 임재용(비욘드 구성원, 천희 이재훈), 장영대(트로트 가수, 박현빈), 강시라(보컬그룹 HUE 출신 가수, 태연), 민수현(트로트 가수, 태진아), 숙행(트로트 가수, 백지영, 소찬휘), 풍금, 솔비, 엔씨아, 김수진(트로트 가수, 타이푼 구성원, 솔로 가수, 벨로체 구성원 각 신지), 김형찬(솔로가수[11], 강타), 신용남(글루미써터스 구성원, 싸이) 신서우, 정한(솔로가수, 각 케이윌), 강형호(포레스텔라[12] 구성원, 고유진), 은하수, 지나유(트로트 가수, 배드키즈 출신 트로트 가수 각 홍진영), 주기훈(싱어송라이터[13], 양희은), 제이든, 김재호[14] (코러스 출신 솔로가수, 히스토리 출신 가수 각 자이언티) 강유진, 안이숙 (트로트가수, 각 김연자), 성창용 (그룹 에이프린스 리더, 김원준), 김완준 (트로트가수, 진성), 이규라, 임지안 (솔로가수, 각 백지영R), 셔누 (몬스타엑스 구성원, 비), 손빈아 (트로트가수, 설운도), 김다나 (트로트가수, 장윤정R), 김채원 (에이프릴 구성원, 김완선), 권순일 (어반 자카파의 일원, 이소라)[15]
- 왕중왕전 준결승 최다 득표: 시즌2 조현민 (임창정 편) - 285표
- 왕중왕전 준결승 최저 득표: 시즌1 김병수 (김종국 편) - 64표
- 왕중왕전 결승 진출자 최저 득표: 시즌1 김성욱 (윤민수 편), 우연수 (이수영 편) (공동) - 각 223표
- 왕중왕전 결승 비진출자 최다 득표: 시즌4 정재훈 (신해철 편) - 258표[16]
- 왕중왕전 결승 와일드 카드 진출자: 시즌3 임재용(이재훈 편), 시즌4 박경원 (민경훈 편)
- 왕중왕전 파이널 최다 득표: 시즌2 김진호(휘성 편) - 369,374표(42.7%)
- 왕중왕전 파이널 최저 득표: 시즌3 김재현(박현빈 편) - 53,533표(9.4%)
- 왕중왕전 파이널 1,2위 최저득표 차이: 2,688표 {= 시즌4 이은아 (거미 편) 154,139표 - 김정준 (김진호 편) 151,451표}

## 수상
- 2013년 하반기, 히든싱어 시즌 2가 미디어미래연구소에서 개최하는 미디어 어워드의 유료방송콘텐츠 버라이어티 부문에서 우수상을 수상했다.[17]

## 논란
- 히든싱어 시즌 5 10번째 가수로 출연한 양희은 편(2018년 8월 19일 방영) 예고편에서 '갑자기 무대를 떠나는 선생님'이라는 자막과 함께 양희은이 스튜디오를 나가는 장면이 잡혔는데, 이 때문에 MC 전현무나 제작진과의 불화설이 거론되기도 했으나, 정작 당일 방영에서는 양희은이 스튜디오를 나가는 장면이 나오지 않았다. 이후 히든싱어 시즌5 왕중왕전 전쟁의 서막 방영에서 양희은이 이 장면을 언급, 화장실에 갔다왔을 뿐이었다며 불화설을 일축했다. 이에 대한 제작진들의 낚시성 편집에 비판 혹은 비난이 가해지기도 했다.

## 오디션 경쟁 프로그램
- 불후의 명곡 - 전설을 노래하다 (KBS 2TV)
- 미스터리 음악쇼 복면가왕 (MBC TV)
- 트롯신이 떴다 (SBS TV)
- 로또싱어, 보이스트롯, 현역가왕 (MBN)
- 내일은 미스트롯, 내일은 미스터트롯, 내일은 국민가수 (TV조선)
- 싱어게인, 팬텀싱어 (JTBC)
- 나는 트로트 가수다 (MBC 에브리원)